# Villacidro
Villacidro is een gemeente in de Italiaanse provincie Zuid-Sardinië (regio Sardinië) en telt 14.633 inwoners (31-12-2004). De oppervlakte bedraagt 183,5 km², de bevolkingsdichtheid is 80 inwoners per km².

## Demografie
Villacidro telt ongeveer 5025 huishoudens. Het aantal inwoners daalde in de periode 1991-2001 met 1,7% volgens cijfers uit de tienjaarlijkse volkstellingen van ISTAT.
| Jaar | Inwoneraantal |
| ---- | ------------- |
| 1991 | 14.984        |
| 2001 | 14.732        |

## Geografie
Villacidro grenst aan de volgende gemeenten: Domusnovas (CI), Gonnosfanadiga, Iglesias (CI), San Gavino Monreale, Sanluri, Serramanna, Vallermosa (CA), Villasor (CA).

## Likeur
Villacidro is ook een moeilijk te verkrijgen likeur uit de gelijknamige plaats. Het is een likeur op basis van anijs en saffraan, waardoor de drank dan ook geel kleurt. Het wordt geproduceerd door de distilleerderij Gennaro Murgia.